# Cabera confinaria
Cabera confinaria är en fjärilsart som beskrevs av Freyer 1832. Cabera confinaria ingår i släktet Cabera och familjen mätare. Inga underarter finns listade i Catalogue of Life.